# Trubka
Trubka (pro českou etymologii viz) je dechový žesťový nástroj, ze všech v současnosti používaných žesťových nástrojů dosahuje vůbec nejvyšších tónů (nepočítaje její menší variantu, piccolo trubku). Má široké využití prakticky ve všech hudebních žánrech – v klasické hudbě, jazzu, popu, latinskoamerické hudbě aj.

## Popis nástroje
Základ trubky tvoří mosazná trubice ohnutá do tvaru připomínajícího spirálu. Její první část (směrem od nátrubku) je válcového tvaru (64 cm), druhá část je kónická (67,5 cm), trubice celkově neměří více než 132 cm. Zvuk vzniká foukáním vzduchu do nátrubku přes sevřené rty, které mají podobnou funkci jako plátek u dřevěných nástrojů – rozechvívají sloupec vzduchu v nástroji, čímž vzniká zvuková vlna šířící se dále do nástroje fungujícího jako rezonátor. Tón nástroje se mění primárně změnou nátisku (změnou napětí rtů a tlaku vzduchu) – takto lze na trubku zahrát řadu alikvotních tónů (viz sekce prstoklad).
Oddělitelnou, ale nezbytnou součástí trubky je nátrubek, jehož tvar má veliký vliv na barvu tónu nástroje (stejně jako u ostatních žesťových nástrojů).

### Princip a funkce ventilů

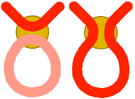
Otočný ventil

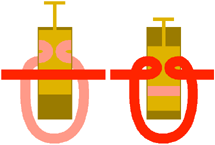
Pístový ventil

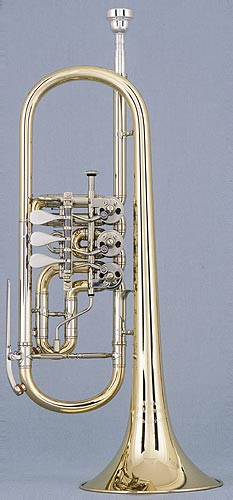
Trubka s otočnými ventily

Hráč může měnit výšku tónu nátiskem, což ale umožňuje hraní pouze řady alikvotních tónů. Současné trubky jsou chromatické, čili umožňují hru všech dvanácti tónů ve chromatické stupnici. To je možné díky třem různě dlouhým přípojným trubicím naletovaným uprostřed ozvučné trubice; každá přípojná trubice má svůj ventil ovládaný klapkou. Při stisku klapky se otevře přípojka, vzduch začne proudit i přes přípojnou trubici, celková délka ozvučné trubice se tím zvětší a tón nástroje se o určitý interval sníží. V současnosti se používají dva typy ventilových systémů, nástroje se kromě ventilů mírně liší i ve tvaru trubice.
Systém otočných ventilů patentoval Josef Riedl ve Vídni v roce 1832. Tento nástroj se někdy nazývá jako německá trubka, používá se především v Německu a Rakousku. Zmáčkne-li se klapka, pootočí se také otvor a zapojí tak další trubici do okruhu výdechového proudu. Německá trubka je celkově kóničtější, což má určitý vliv na barvu tónu. Tento typ trubky s oblibou obsazovali do svých symfonických děl němečtí skladatelé 19. století, pro věrné ztvárnění těchto kompozic je tedy vhodné obsadit žesťovou sekci právě těmito nástroji.
Systém pístových ventilů vznikl v roce 1814 a v roce 1839 jej v Paříži vylepšil François Périnet. Tento systém je mechanicky jednodušší než otočné ventily a je celosvětově používanější (včetně českých zemí). Nástroj je někdy označován jako jazztrubka – tento název vznikl v oblastech, kde byl běžněji používán systém otočných ventilů a posluchači se s nástrojem opatřeným svislými ventily setkali prvně až v tanečních a jazzových orchestrech. Je však třeba si uvědomit, že tento typ nástroje je starší než jazz samotný. Nástroj s pístovými ventily je zobrazen v infoboxu vpravo nahoře.

### Prstoklad
Hráč může měnit tón trubky nátiskem, čímž dokáže vyloudit z nástroje řadu alikvotních tónů (viz řada tónů „OPEN“ ve schématu dole, notace je in C). Trubka patří mezi tzv. poloviční nástroje – kvůli její relativně úzké menzuře na ní sice není technicky možné zahrát první harmonickou frekvenci, tzv. fundamentál (na schématu by byl fundamentál malé c), trubka ale naopak snáze dosahuje vyšších alikvotních tónů než je tomu u nástrojů se širší menzurou. Příkladem tzv. celých nástrojů, čili žesťových nástrojů s relativně širší menzurou, na které je možné zahrát i první harmonickou frekvenci, je pozoun.
Uváděný psaný tónový rozsah trubky končí na c³ (čili 8. harmonická frekvence), je však často rozšiřován zejména jazzovými hráči, kteří nátiskem dosahují až 16. harmonické frekvence.
Aby bylo na trubku možné zahrát nejen alikvotní tóny, ale všech dvanáct tónů chromatické stupnice, jsou na trubce přiletované klapkami ovládané přídavné trubice, které prodlouží proud vzduchu a sníží tak tón nástroje o určitý interval.
První klapka snižuje tón nástroje o velkou sekundu (2 půltóny), druhá o malou sekundu (1 půltón) a třetí o malou tercii (3 půltóny), kombinacemi těchto tří klapek lze dosáhnout všech dvanácti tónů v rozmezí oktávy. U některých typů piccolo trubek se objevuje i čtvrtá klapka, která snižuje tón o čistou kvartu (5 půltónů), což umožňuje jistější hru nižších tónů.
Schéma nahoře zobrazuje všechny dosažitelné tóny na trubku. Tóny v závorkách jsou o něco nižší než by měly být v rovnoměrně temperovaném ladění, zní falešně a hráči se jich snaží vyvarovat. Některé tóny jdou zahrát i více způsoby, například c² lze zahrát bez použití klapek (jako 4. harmonická frekvence) nebo jako 5. harmonická frekvence e² se stisknutou 2. a 3. klapkou (snížení tónu o 1 + 3 = 4 půltóny). Při současném stisku 1. a 2. klapky (2 + 1 = 3 půltóny) je intonace nástroje nepatrně vyšší, než při stisku samotné 3. klapky (3 půltóny).

## Typy trubek

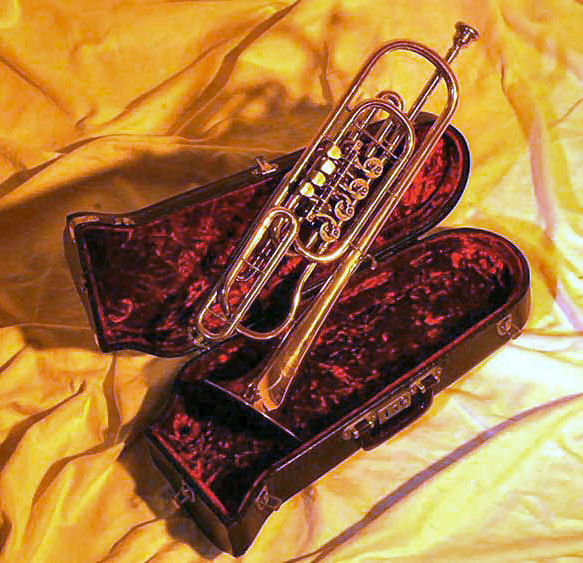
Basová trubka

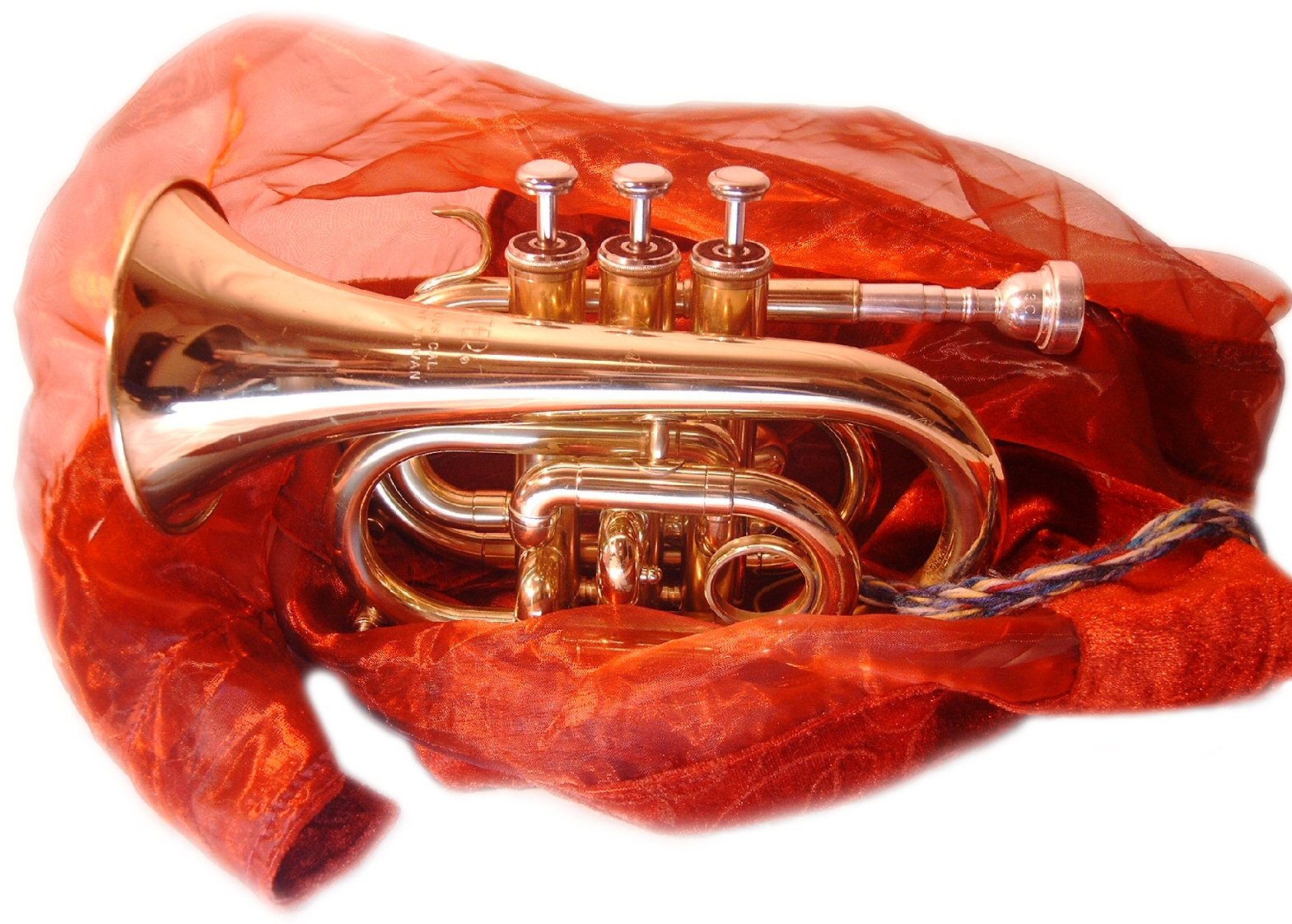
Kapesní trubka

Nejběžnějším typem trubky je trubka in B, časté je také ladění in C, již méně obvyklé jsou trubky in D, Es, F, G nebo A. V dřívějších dobách ještě nástroje nebyly chromatické a pro každou tóninu bylo nutné používat trubku v jiném ladění. Dnes je již možné hrát všech 12 tónů v oktávě a trumpetisté používají pro různé tóniny pouze jeden typ trubky; hráči jsou zvyklí transponovat původní part psaný pro nástroj v jiném ladění. Další důležité typy trubek jsou:
- Piccolo trubka je nejmenší z rodiny trubkových nástrojů, laděná nejčastěji in B a in A, méně časté jsou piccolo trubky in G, F a C. Oproti běžné trubce je délka její trubice poloviční, důsledkem čehož zní o oktávu výše. Nátrubek je menší než u standardní trubky, i technika hry se tedy poněkud liší. U piccolo trubek je často přítomná čtvrtá klapka, která snižuje tón nástroje o čistou kvartu a umožňuje tím pohodlnější hraní spodních tónů.
- Kapesní trubka je malá kompaktní trubka in B s menším roztrubem a vícenásobně zahnutou trubicí, aby se zmenšil objem nástroje při současném zachování délky trubice. Její tvar není standardizovaný a kvalita tónu se může s jednotlivými výrobci značně měnit. Tyto kapesní trubky však obecně mají horší kvalitu zvuku, intonaci a menší dynamický rozsah než tradiční trubky.
- Basová trubka má podobný tónový rozsah i podobný nátrubek jako pozoun, používá se zejména v dechových orchestrech.
- Snižcová trubka vznikla v období renesance a byla prvním pokusem o plně chromatickou trubku. Hráč jednou rukou tiskne ke rtům nátrubek a druhou rukou posunuje celým nástrojem. Velkou nevýhodou je však nejistý nátisk, proto se tento typ trubek neprosadil.
- Barokní trubka má délku trubice asi 224 cm, jejíž válcový průměr asi 1,2 cm. Nástroj je bez jakéhokoliv zařízení, které by umožnilo hraní jiných tónů, než je přirozená alikvotní řada.[4]
- Klapková trubka vznikla v 18. století, kdy se nástrojaři pokusili navrtat do žesťových nástrojů dírky jako u dřevěných nástrojů. Plech to ale nesnášel a akustická kvalita byla velmi nízká, nehledě na další potíže.[6] Právě pro tento typ trubky ale zkomponovali své slavné koncerty Joseph Haydn a Johann Nepomuk Hummel.
- Aida trubka (aidovka) byla zhotovená poprvé podle návrhů skladatele Giuseppe Verdiho, který ji nechal zkonstruovat pro Triumfální pochod ve své opeře Aida. Aidovky jsou laděné in H a in As, 127 a 152 cm dlouhé[7] a opatřené pouze jedním ventilem, který základní ladění snižuje o celý tón (dnes jsou již také osazovány třemi ventily). Mají tvar úzké trubice, která se na konci kuželovitě rozšiřuje. Notový zápis níže (notovaný in C) je slavná fanfára z opery Aida, včetně prstokladů. Řádek pod ním znázorňuje všechny možné dosažitelné tóny pro tento nástroj (též notace in C), tóny v závorkách jsou příliš odlišné od rovnoměrně temperovaného ladění a nepoužívají se.

Trubka nesmí být zaměňována s kornetem, který má kóničtější a vícekrát zahnutou trubici, což mu dává o něco jemnější zvuk. Oba nástroje mají stejně dlouhou trubici (a z toho vyplývající stejný tónový rozsah), jsou shodně laděny in B, takže skladby pro trubku se dají hrát i na kornet a obráceně.
Další příbuzný nástroj – křídlovka, má ještě více kónickou trubici, což jí dává ještě bohatší zvuk. Pro lepší intonaci nižších tónů se u ní občas objevuje čtvrtá klapka.

## Historie

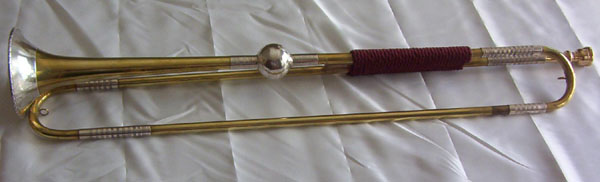
Barokní trubka

Trubka, podobně jako ostatní žesťové nástroje, má svůj původ v hraní na zvířecí rohy či duté zvířecí kosti. Primitivní trubky se objevily již ve starověku, původně měly spíše jiné funkce než čistě hudebně-estetické: povzbuzovaly odvahu útočících vojsk či doprovázely slavnostní okamžiky jako příchod panovníka. Tyto trubky se již vyráběly uměle z mědi, stříbra a též ze dřeva. Příkladem starověkého předchůdce moderní trubky je římská tuba.
Ve středověku měla trubka důležitou úlohu při zahajování rytířských turnajů, oslavách vítězů apod. Od 17. století má své místo i v orchestrální hudbě, nejvýznamněji se uplatnila v dílech J. S. Bacha a G. F. Händela. Trubky měly původně rovnou trubici, která byla však kvůli své délce nepraktická; v 15. století měla trubka esovitě zahnutou trubici a od počátku 16. století má již smyčkový tvar. V tomto období byly trubky nejčastěji laděny in D a zejména u vojska in Es. Hluboké trubky se nazývaly principali, vyšší clarini. Po této době slávy však nastává doba jistého úpadku, kdy trubka sloužila především k rytmickým akcentům a harmonickým výplním.
Trubky a lesní rohy dlouho mohly používat jen své alikvotní tóny, později se jejich fundamentál dal snížit nástrčkem – tj. krátkou trubicí vsunovanou obvykle mezi nátrubek a trubici (tento typ se nazývá jako tzv. invenční trubka). Tímto se však nástroj nezchromatizoval, jen mohl snížit své ladění o určitý interval. Snižcová trubka (viz sekce typy trubek) byla prvním pokusem o plně chromatickou trubku, který se ale neosvědčil. Ke konci 18. století byla trubka opatřena klapkovým zařízením (podobné jako mají dřevěné nástroje), oproti tradičním trubkám bez klapek však trpěla výrazně horší kvalitou tónu. Přesto však pro ni byla komponována význačná díla, např. Haydnův a Hummelův trubkový koncert.
Po jisté době stagnace trvající od dob baroka zažila trubka renesanci až po vynalezení ventilů na počátku 19. století, od této doby zaujímá důležité místo v každém orchestru a často se používá i jako sólový nástroj.

## Využití v hudbě

### Sólová trubka
Sólové koncerty pro trubku byly velice oblíbené zejména v době pozdního baroka, kdy sice trubky ještě neměly ventilový systém, ale hráči se naučili používat velice vysoké alikvotní tóny. Ty jsou od sebe vzdálené půl tónu i méně, v těchto vysokých polohách se tedy trubka stává de facto chromatickou. Obliba trubky jako sólového nástroje vzrostla zejména po vynalezení ventilů na počátku 19. století. Přehled níže ukazuje nejdůležitější koncerty pro trubku.

#### Skladby komponované pro chromatickou trubku
- Malcolm Arnold: Fantazie pro trubku
- Alexander Arutjunjan: Koncert pro trubku a orchestr
- Joseph Haydn: Koncert pro trubku a orchestr Es dur (komponovaný pro klapkovou trubku)
- Paul Hindemith: Sonáta pro trubku a klavír
- Johann Nepomuk Hummel: Koncert pro trubku a orchestr E dur (často transponován do Es dur, komponovaný pro klapkovou trubku)
- Bohuslav Martinů: Sonatina pro trubku a klavír
- Oscar Böhme: Koncert f-mol pro trubku a orchestr

#### Skladby komponované pro přirozenou trubku
- Johann Sebastian Bach: Braniborský koncert č. 2 F dur (jedna z nejtěžších skladeb pro trubku vůbec)
- Johann Melchior Molter: Koncert pro trubku č. 1, č. 2 a č. 3
- Leopold Mozart: Koncert pro trubku D dur
- Georg Philipp Telemann: Koncert pro trubku, smyčce a continuo D dur
- Giuseppe Torelli: Sonáta D dur

### Využití v orchestru
Trubky byly v barokním orchestru zastoupeny ve dvou až ve čtyřech (pokud vůbec), v nejvyšších polohách pomáhaly dokreslovat emotivně vypjaté momenty skladeb. V klasicistních a raně romantických orchestrech hrály trubky většinou pouze spolu s tympány a akcentovaly základní tón harmonie hrané orchestrem. Krátce po zavedení ventilového systému začala většina skladatelů uplatňovat trubky v orchestru i jako melodický nástroj. V současném komorním orchestru jsou zastoupeny dvě trubky, v symfonickém i více a v různých laděních. Trubka se významně uplatňuje mimo jiné v těchto slavných kompozicích:
- Johann Sebastian Bach: Mše h moll
- Béla Bartók: Koncert pro orchestr
- Ludwig van Beethoven: Fidelio
- Georges Bizet: Carmen
- Johannes Brahms: Symfonie č. 2
- Claude Debussy: La mer
- George Gershwin: Američan v Paříži
- Gustav Mahler: Symfonie č. 1, 2, 3 a 5
- Modest Musorgskij (arr. Maurice Ravel): Obrázky z výstavy
- Maurice Ravel: Bolero
- Maurice Ravel: Koncert pro klavír G dur
- Nikolaj Rimskij-Korsakov: Šeherezáda
- Nikolaj Rimskij-Korsakov: Španělské capriccio
- Dmitrij Šostakovič: Klavírní koncert
- Richard Strauss: Alpská symfonie
- Igor Stravinskij: Pták ohnivák
- Igor Stravinskij: Svěcení jara
- Petr Iljič Čajkovskij: Symfonie č. 4
- Petr Iljič Čajkovskij: Italské capriccio
- Richard Wagner: Mistři pěvci norimberští (předehra)

### Komorní hudba
Trubka se v tradiční komorní hudbě neuplatňuje, zejména kvůli svému příliš hlasitému tónu (lesní roh se ale naopak prosadil – spolu s příčnou flétnou, hobojem, klarinetem a fagotem je typickou součástí dechového kvintetu). Z renesanční a barokní hudby se však několik komorních skladeb dochovalo, původně však psané zejména pro příbuzný žesťový nástroj cink.
S vynalezením ventilů se trubka stala ovladatelnější a její obliba pro komorní hudbu vzrostla, začaly se komponovat skladby pro smíšený komorní soubor, za všechny např. Revue de Cuisine od Bohuslava Martinů, a také skladby pro trubku a klavír. Přibližně od poloviny 20. století se do obliby dostaly různé žesťové soubory, zejména žesťový kvintet v obsazení dvě trubky, lesní roh, pozoun a tuba.

### Jazz
Již od počátků jazzu byla trubka vedle saxofonu jedním z nejdůležitějších melodických nástrojů. Svoji nezastupitelnou roli má jak v různých jazzových komorních souborech, tak i v big bandech.

## Vybraní trumpetisté

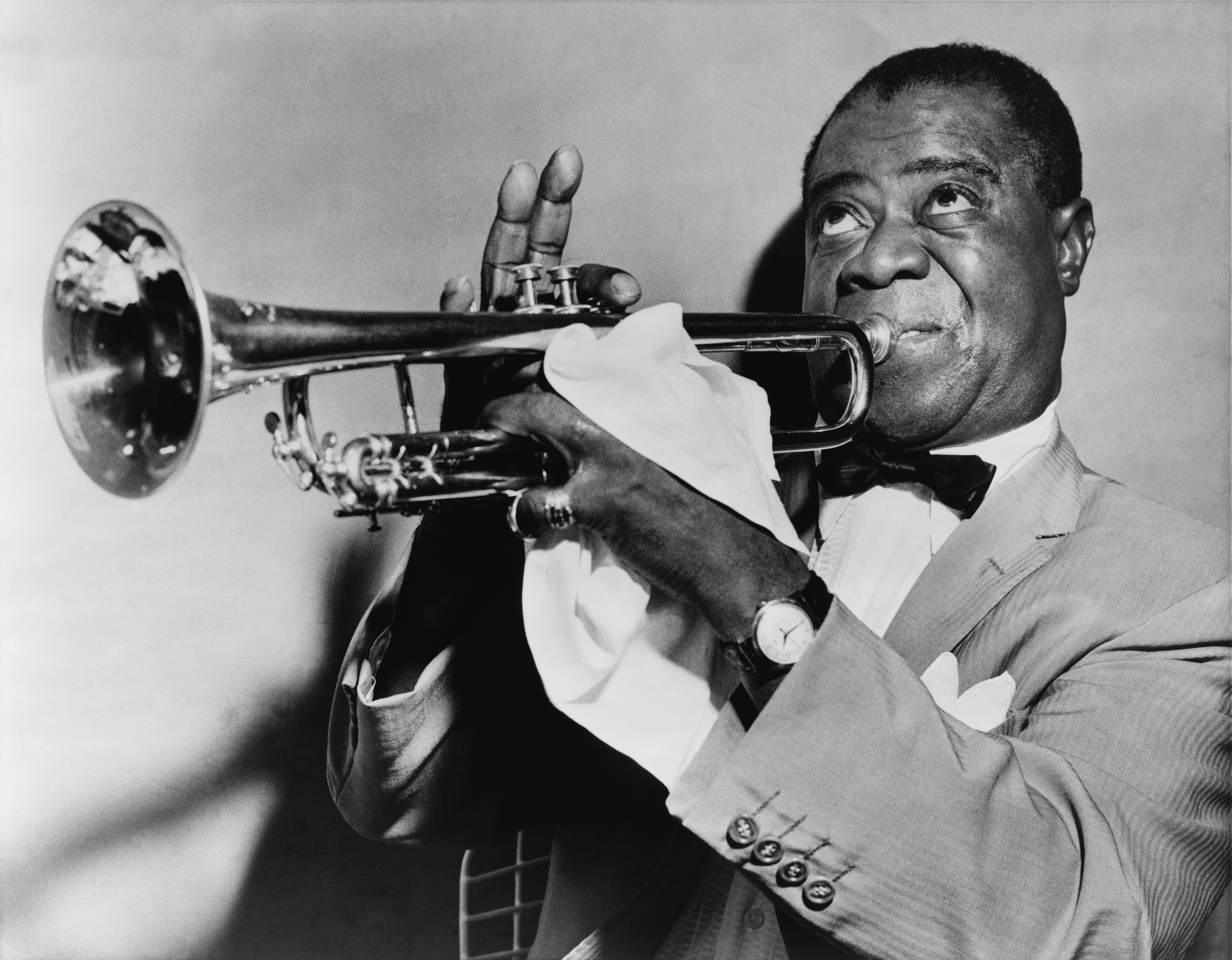
Louis Armstrong

- Gottfried Reiche (5. února 1667 – 6. října 1734) byl barokní virtuos, zkomponoval též řadu skladeb pro dechové nástroje. Byl přítelem J. S. Bacha, který právě pro něj při svém pobytu v Lipsku komponoval výjimečně obtížné skladby, např. druhý Braniborský koncert.
- Louis Armstrong (4. srpna 1901 – 6. července 1971) byl jazzový, swingový a dixielandový hudebník 20. století. Původně hrál na kornet, poté však přešel na trubku a v závěru své kariéry se věnoval jazzovému zpěvu.
- Dizzy Gillespie (21. října 1917 – 6. ledna 1993) byl jazzovým trumpetistou, kapelníkem, zpěvákem a skladatelem. Spolu s Charlie Parkerem největší měrou přispěl k rozvoji bebopu a moderního jazzu.
- Miles Davis (26. května 1926 – 28. září 1991) byl jazzový trumpetista, kapelník a skladatel, aktivně se podílel na vývoji jazzu – stál u zrodu modálního jazzu i fusion.
- Maurice André (21. května 1933 – 25. února 2012) se stal známým v 60. a 70. letech především díky svým nahrávkám barokních děl hraných na piccolo trubku.
- Timmy Trumpet (* 9. června 1982) je australský DJ a hudební producent, používá hodně trubku do své hudby.
- Sergej Michajlovič Nakarjakov[10] (* 10. května 1977) Narodil se ve městě Gorky a jeho kariéru trumpetisty paradoxně odstartovalo vážně zranění zad v devíti letech. Otec se stal jeho učitelem, mentorem a prostřednictvím hry na trubku mu pomohl naplno rozvinout jeho mimořádný hudební talent. Vedle Guye Touvrona, u kterého Sergej studoval v Paříži v letech 1993 a 1994, byl otec jeho jediným učitelem.
- Čeští a českoslovenští trumpetisté:
  - Miroslav Kejmar
  - Vladimír Rejlek
  - Václav Týfa
  - Luboš Zajíček
  - Jan Slabák
  - Ladislav Kozderka
  - Jaromír Hnilička
  - Laco Déczi
  - Miroslav Surka
  - Lukáš Koudelka
  - Walter Hofbauer
  - František Tomšíček
  - Anastázie Chalupová